# گروه ۹ حفاظت مرزی پلیس فدرال
گروه ۹ حفاظت مرزی پلیس فدرال (GSG 9 der Bundespolizei) با نام پیشین گروه ۹ مرزبانی  (Grenzschutzgruppe 9) یا به اختصار جی‌اس‌جی ۹ (GSG 9) واحد تاکتیکی پلیس فدرال آلمان (Bundespolizei) است. پلیس ایالتی (Landespolizei) واحدهای تاکتیکی خود را به نام فرماندهی عملیات ویژه (Spezialeinsatzkommando) یا به اختصار اس‌ئی‌کی (SEK) حفظ می‌کند. هویت اعضای جی‌اس‌جی ۹ طبقه‌بندی شده‌است.

## خاستگاه
در ۵ سپتامبر ۱۹۷۲ (۱۴ شهریور ۱۳۵۱)، جنبش تروریستی فلسطینی سازمان سپتامبر سیاه به بازی‌های المپیک تابستانی در مونیخ، آلمان غربی نفوذ کرد، ۱۱ ورزشکار اسرائیلی را ربود و در حمله اولیه به اتاق ورزشکاران، ۲ نفر را در دهکده المپیک کشت. این حادثه زمانی به اوج خود رسید که پلیس آلمان - که نه آموزش دیده بود و نه تجهیزات کافی برای عملیات ضدتروریستی داشت و نه تعداد تروریست‌های درگیر را درست تخمین زده بود - تلاش کرد ورزشکاران را نجات دهد. پلیس در آن زمان یک تیم تخصصی تک‌تیرانداز تاکتیکی نداشت. ارتش دارای تک‌تیرانداز بود، اما قانون اساسی آلمان اجازه استفاده از نیروهای مسلح آلمان در خاک آلمان را در زمان صلح نمی‌داد.
نجات پلیس با شکست مواجه شد و این عملیات منجر به کشته شدن ۱ پلیس، ۵ نفر از ۸ آدم‌ربا و هر ۹ گروگان باقی مانده شد.